# YOUR NAME NEVER GONE/Now or Never/You Got Me
「YOUR NAME NEVER GONE / Now or Never / You Got Me」（ユア・ネーム・ネヴァー・ゴーン / ナウ・オア・ネヴァー / ユー・ガット・ミー）は、2003年11月19日に発売されたCHEMISTRY9枚目のシングル。

## 解説
CHEMISTRY2枚目となるトリプルタイアップ付トリプルA面シングル。トリプルA面であるが、メディアでは「YOUR NAME NEVER GONE」のみ扱われ、他2曲はカップリング的な扱いであり、前面ジャケットも「YOUR NAME NEVER GONE」しか表記されていない。
「YOUR NAME NEVER GONE」「Now or Never」はアルバム『One×One』収録されたが、「You Got Me」は収録されなかった（ベスト・アルバム『ALL THE BEST』に3曲とも収録）。

## 収録曲
1. YOUR NAME NEVER GONE
  - 作詞：麻生哲朗　作曲：SPANOVA　編曲：森俊之
  - ソニー『ウォークマン』/『サウンドゲート』CMソング。CMは柴咲コウとオダギリジョー出演。
2. Now or Never / CHEMISTRY meets m-flo
  - 作詞：m-flo・CHEMISTRY　作曲・編曲：m-flo
  - フジテレビ系列・テレビアニメ『アストロボーイ・鉄腕アトム』中期オープニングテーマ曲。
  - m-floとのコラボレート曲。m-flo loves CHEMISTRY「Astrosexy」が本楽曲の別バージョン。ミュージック・ビデオでも『アストロボーイ・鉄腕アトム』とコラボされ全編アニメ映像。曲のサビ部分はアニメの登場人物が歌に合わせリップシンクする映像が新規に制作される[1]。
3. You Got Me
  - 作詞：角田誠　作曲：DAICHI　編曲：森俊之
  - ダイハツ『ムーヴカスタム』CMソング。
  - スガシカオがギターで参加。
4. YOUR NAME NEVER GONE (Instrumental)
5. Now or Never (Instrumental)
6. You Got Me (Instrumental)